# Liste des intercommunalités de l'Yonne

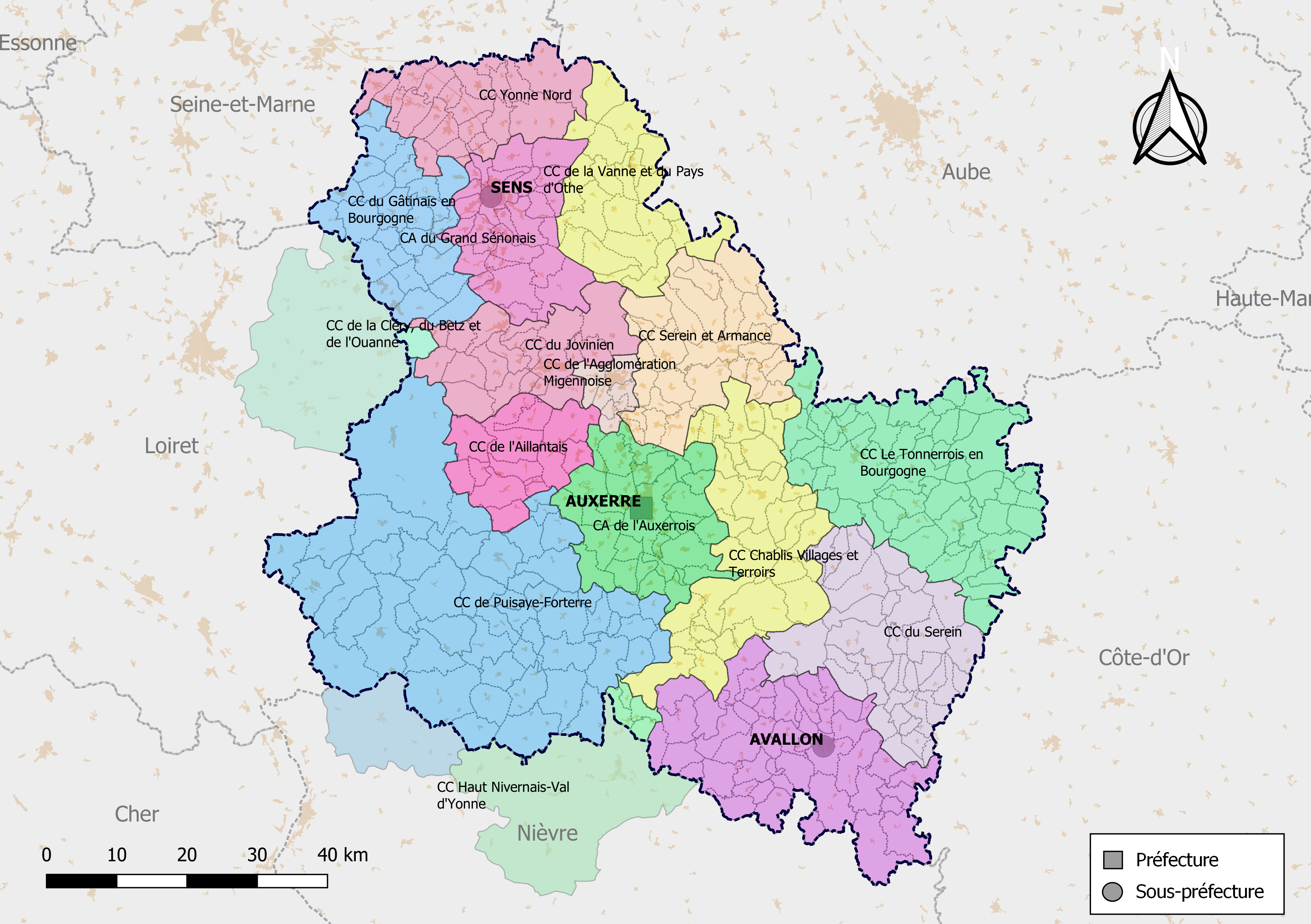
Carte des EPCI de l'Yonne au 1er janvier 2019.

Au 1er janvier 2020, le département de l'Yonne compte 14 établissements publics de coopération intercommunale à fiscalité propre dont le siège est dans le département (2 communautés d'agglomération et 12 communautés de communes), dont un est interdépartemental. Par ailleurs 5 communes sont groupées dans 2 communautés de communes dont le siège est situé hors département (respectivement 1 dans le Loiret et 4 dans la Nièvre).

## Intercommunalités à fiscalité propre
| Forme juridique                                            | Nom                                    | no SIREN  | Date de création | Nombre de communes         | Population (der. pop. légale) | Superficie (km2) | Densité (hab./km2) | Siège                   | Président                      |
| ---------------------------------------------------------- | -------------------------------------- | --------- | ---------------- | -------------------------- | ----------------------------- | ---------------- | ------------------ | ----------------------- | ------------------------------ |
| Communauté d'agglomération                                 | CA de l'Auxerrois                      | 200067114 | 1er janvier 2017 | 29                         | 67 663 (2021)                 | 434,0            | 156                | Auxerre                 | Crescent Marault               |
| Communauté d'agglomération                                 | CA du Grand Sénonais                   | 248900334 | 1er janvier 2002 | 27                         | 59 487 (2021)                 | 375,20           | 159                | Sens                    | Marie-Louise Fort              |
| Communauté de communes                                     | CC de Puisaye-Forterre                 | 200067130 | 1er janvier 2017 | 57 (dont 6 dans la Nièvre) | 33 640 (2021)                 | 1 753,80         | 19                 | Saint-Fargeau           | Jean-Philippe Saulnier-Arrighi |
| Communauté de communes                                     | CC Serein et Armance                   | 200067304 | 1er janvier 2017 | 29                         | 23 499 (2021)                 | 469,60           | 50                 | Saint-Florentin         | Yves Delot                     |
| Communauté de communes                                     | CC Yonne Nord                          | 248900896 | 1er janvier 2001 | 23                         | 24 310 (2021)                 | 368,90           | 66                 | Pont-sur-Yonne          | Jean-Jacques Percheminier      |
| Communauté de communes                                     | CC du Jovinien                         | 248900938 | 1er janvier 2003 | 19                         | 20 621 (2021)                 | 350,40           | 59                 | Joigny                  | Nicolas Soret                  |
| Communauté de communes                                     | CC Avallon - Vézelay - Morvan          | 200039758 | 1er janvier 2014 | 48                         | 18 474 (2021)                 | 721,40           | 26                 | Avallon                 | Pascal Germain                 |
| Communauté de communes                                     | CC du Gâtinais en Bourgogne            | 248900748 | 9 juin 1997      | 26                         | 17 535 (2021)                 | 403,50           | 44                 | Chéroy                  | Jean-François Chabolle         |
| Communauté de communes                                     | CC Le Tonnerrois en Bourgogne          | 200039642 | 1er janvier 2014 | 52                         | 15 200 (2021)                 | 788,20           | 19                 | Tonnerre                | Anne Jerusalem                 |
| Communauté de communes                                     | CC Chablis, Villages et Terroirs       | 200067080 | 1er janvier 2017 | 36                         | 14 598 (2021)                 | 591,50           | 25                 | Chablis                 | Dominique Charlot              |
| Communauté de communes                                     | CC de l'agglomération Migennoise       | 248900383 | 1er janvier 2002 | 8                          | 14 618 (2021)                 | 64,20            | 228                | Migennes                | François Boucher               |
| Communauté de communes                                     | CC de l'Aillantais                     | 248900524 | 1er janvier 1994 | 13                         | 10 169 (2021)                 | 265,0            | 38                 | Montholon               | Mahfoud Aomar                  |
| Communauté de communes                                     | CC de la Vanne et du Pays d'Othe       | 248900664 | 1er janvier 1995 | 22                         | 8 470 (2021)                  | 401,20           | 21                 | Villeneuve-l'Archevêque | Luc Maudet                     |
| Communauté de communes                                     | CC du Serein                           | 200039709 | 1er janvier 2014 | 35                         | 7 058 (2021)                  | 569,20           | 12                 | L'Isle-sur-Serein       | Claudie Champeaux              |
| Intercommunalités dont le siège est situé hors département |                                        |           |                  |                            |                               |                  |                    |                         |                                |
| Communauté de communes                                     | CC de la Cléry, du Betz et de l'Ouanne | 200067668 | 1er janvier 2017 | 23 (dont 1 dans l'Yonne)   | 19 986 (2021)                 | 499,10           | 40                 | Château-Renard (Loiret) | Christophe Bethoul             |
| Communauté de communes                                     | CC Haut Nivernais-Val d'Yonne          | 200067429 | 1er janvier 2017 | 30 (dont 4 dans l'Yonne)   | 11 816 (2021)                 | 501,50           | 24                 | Clamecy (Nièvre)        | Janny Siméon                   |

## Historique

### Évolutions au1erjanvier 2017
L'Yonne passe de 19 à 13 EPCI à fiscalité propre ayant leur siège dans le département, en application du schéma départemental de coopération intercommunale arrêté le 29 mars 2016 :
- Création de la communauté de communes Serein et Armance par fusion de la communauté de communes de Seignelay - Brienon et de la communauté de communes du Florentinois.
- Création de la communauté de communes de Puisaye-Forterre par fusion de la communauté de communes Cœur de Puisaye, de la communauté de communes Portes de Puisaye Forterre et de la communauté de communes de Forterre - Val d'Yonne (à l'exception de la commune de Merry-sur-Yonne), étendue aux communes de Coulangeron, Migé, Charentenay et Val-de-Mercy (issues de la communauté de communes du Pays coulangeois) et à la commune isolée de Charny-Orée-de-Puisaye.
- Extension de la communauté d'agglomération de l'Auxerrois aux communes de Coulanges-la-Vineuse, Escamps, Escolives-Sainte-Camille, Gy-l'Évêque, Irancy, Jussy, Vincelles et Vincelottes (issues de la communauté de communes du Pays coulangeois).
- Extension de la communauté de communes Avallon - Vézelay - Morvan aux communes de Bois-d'Arcy et Arcy-sur-Cure (issues de la communauté de communes entre Cure et Yonne) et de Merry-sur-Yonne (issue de la communauté de communes de Forterre - Val d'Yonne).
- Création de la communauté de communes Chablis, Villages et Terroirs par fusion de la communauté de communes entre Cure et Yonne (hormis Bois-d'Arcy et Arcy-sur-Cure) et de la communauté de communes du Pays chablisien.

De plus, la communauté de communes de la Cléry, du Betz et de l'Ouanne, dont le siège est situé dans le Loiret, est créée par fusion de la communauté de communes du Betz et de la Cléry et de la communauté de communes de Château-Renard.

### Évolutions au1erjanvier 2016
Au 1er janvier 2016 la communauté de communes du Sénonais et la majeure partie de la communauté de communes du Villeneuvien forment la communauté d'agglomération du grand Sénonais. La communauté de communes de l'orée de Puisaye disparait à la suite du regroupement de ses communes pour former la nouvelle commune de Charny-Orée-de-Puisaye.

### Évolutions au1erjanvier 2014
Le paysage intercommunal icaunais s'est beaucoup transformé au 1er janvier 2014 :
- Les communautés de communes du canton d'Ancy-le-Franc et du Tonnerrois ont fusionné au sein de la communauté de communes Le Tonnerrois en Bourgogne.
- Les communautés de communes du Chablisien et de la vallée du Serein ont fusionné au sein de la communauté de communes du Pays chablisien.
- La communauté de communes d'Othe-en-Armançon a vu quelques-unes de ses communes intégrer les deux entités précitées, les autres fusionnant avec la communauté de communes du Florentinois (formant une nouvelle communauté de communes sous ce nom).
- Les communautés de communes de la haute vallée du Serein, de la Terre Plaine et Nucerienne ont fusionné pour former la communauté de communes du Serein, à l'exception de trois communes.
- Ces trois communes ont intégré la communauté de communes de l'Avallonnais, de Morvan-Vauban et du Vézelien, devenue communauté de communes Avallon - Vézelay - Morvan, résultat de la fusion des communautés de communes de l'Avallonnais, du Vézelien et Morvan-Vauban.
- Les communautés de communes des coteaux de la Chanteraine et de la région de Charny ont fusionné, formant la communauté de communes de l'orée de Puisaye.
- Enfin, les communautés de communes du pays de Coulanges-sur-Yonne et de Forterre ont fusionné au sein de la communauté de communes de Forterre - Val d'Yonne.

#### Dernières communes isolées
31 communes étaient dites « isolées », c'est-à-dire ne faisaient partie d'aucun ÉPCI, au 1er janvier 2013. Conformément au SDCI, elles ont été intégrées, au 1er janvier 2014, à une intercommunalité.
- Rattachées à la communauté de communes du Jovinien :
  1. Saint-Julien-du-Sault
  2. Saint-Loup-d'Ordon
  3. Villevallier
- Rattachées à la communauté de communes du Sénonais :
  1. Collemiers
  2. Fontaine-la-Gaillarde
  3. Malay-le-Petit
  4. Marsangy
  5. Noé
  6. Saint-Denis-lès-Sens
  7. Saligny
  8. Soucy
  9. Villiers-Louis
  10. Voisines
- Rattachées à la communauté de communes de la Vanne et du Pays d'Othe :
  1. Courgenay
  2. Lailly
  3. Molinons
  4. Pont-sur-Vanne
  5. Saint-Maurice-aux-Riches-Hommes
- Rattachée aux communautés de communes du Florentinois et d'Othe en Armançon, au sein de la communauté de communes du Florentinois :
  1. Chailley
- Rattachées aux communautés de communes du Tonnerrois et du canton d'Ancy-le-Franc, au sein de la communauté de communes Le Tonnerrois en Bourgogne :
  1. Cheney
  2. Dannemoine
- Création de la communauté de communes du Villeneuvien, avec la commune de Piffonds :
  1. Armeau
  2. Les Bordes
  3. Bussy-le-Repos
  4. Chaumot
  5. Dixmont
  6. Étigny
  7. Passy
  8. Rousson
  9. Véron
  10. Villeneuve-sur-Yonne

### Évolutions au1erjanvier 2013
Déjà, au 1er janvier 2013, des intercommunalités avaient disparu :
- Les communautés de communes du canton de Bléneau, de la Puisaye Fargeaulaise et du Toucycois ont fusionné pour former la communauté de communes Cœur de Puisaye.
- La communauté de communes de Saint-Sauveur-en-Puisaye a fusionné avec une communauté nivernaise pour donner naissance à la communauté de communes Portes de Puisaye Forterre.

## Sources
- Le SPLAF (Site sur la Population et les Limites Administratives de la France)
- « La base ASPIC »(Archive.org • Wikiwix • Archive.is • Google • Que faire ?)